# Ginge Manor
Koordinaten: 51° 34′ 31,8″ N, 1° 21′ 21,2″ W

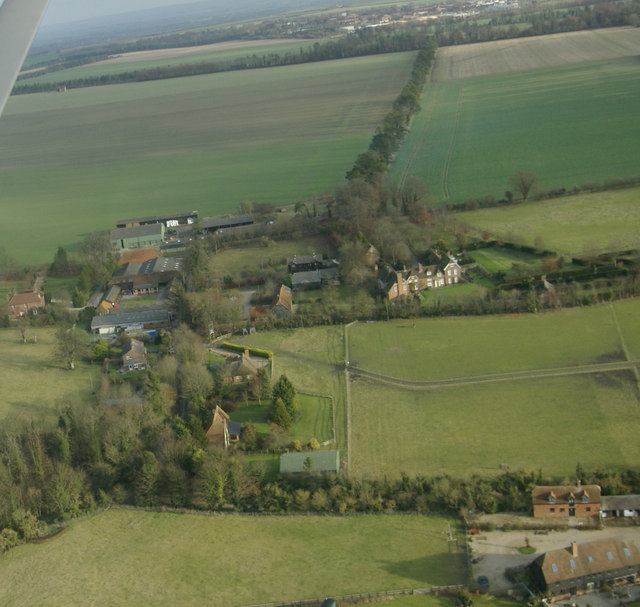
Luftbild von East Ginge

Ginge Manor oder Ginge Manor House ist ein Herrenhaus in West Ginge, West Hendred in der englischen Grafschaft Oxfordshire, auf der Straße etwa sechs Kilometer südöstlich von Wantage. Es wurde am 25. Oktober 1951 im Grade II auf die Statutory List of Buildings of Special Architectural or Historic Interest gesetzt und ist der Familienwohnsitz des Viscount Astor. Seine derzeitigen Bewohner sind William Astor, 4. Viscount Astor und dessen Ehefrau Annabel. Viscount Astor ist der Stiefvater von Samantha Cameron, der Ehefrau vom ehemaligen Premierminister David Cameron.

## Geschichte
Ein Herrenhaus von Ginge wurde bereits 1086 im Domesday Book erwähnt. Es fiel demnach unter die Herrschaft von Abingdon Abbey, und beide waren damals und für viele Jahrhunderte danach Teil der Grafschaft Berkshire. Zur Zeit der Sachsen gehörte das Land drei Eigentümern mit den Namen Selva, Topius und Borda; und im 12. Jahrhundert Robert de Gernon (auch Grino). Dessen Sohn und Erbe war William de Montfitchet, der Herr von Stansted. Nach dessen Tod während der Regentschaft von Heinrich II. trat Gilbert de Montfitchet eine Hälfte des Herrensitzes an die Kirche ab. Die andere Hälfte gelangte wahrscheinlich unter dessen Sohn Richard in den Besitz der Kirche, weil in der Magna Carta darauf Bezug genommen wird.
Während der Regentschaft von Eduard I. und Eleonore von Kastilien in den 1260er Jahren gehörte es Robert, dem Sohn von Andrew le Blund. Ginge Manor wird erneut erwähnt, als es Alice, die Frau von Walter Gyffard, bei ihrem Tod am 24. April 1431 ihrem Sohn William Gyffard vererbte. 1614 wurde der Herrensitz von Sir John Horton und seiner Frau Jane für 1400 Pfund an Benedict Winchombe of Noke, Oxfordshire verkauft.

## Anwesen
Das Anwesen umfasst ein Herrenhaus mit Dienstquartier – es handelt sich hierbei um ein Cottage mit drei Schlafzimmern – und einigen weiteren Nebengebäuden, darunter einige Scheunen, Ställe und alte Bauernhäuschen. Einige der Scheunen in dem Gebiet wurden in Wohnhäuser umgebaut. Das Anwesen verfügt über Gärten, ein Außenschwimmbecken und einen Tennisplatz. Das heutige Haus stammt aus der Frühzeit des 17. Jahrhunderts und ist aus roten Backsteinen gebaut. Ein Seitenflügel auf der linken Seite entstand ein Jahrhundert später, und im 20. Jahrhundert wurde ein Anbau am rechten Flügel hinzugefügt. An der Rückseite ist eine Türe aus sechs Paneelen, die von dorischen Pilastern aus Holz eingerahmt wird. Das Innere des Gebäudes umfasst eine gegenläufige Treppe mit gemoldetem Handlauf, ährenartigen, geriffelten Balustern sowie einem aus Paneelen zusammengesetzten Dado.